# Есмолол
Есмоло́л — синтетичний антигіпертензивний препарат та антиаритмічний препарат, що належить до групи селективних бета-блокаторів, для парентерального застосування із швидким початком дії, дуже короткою тривалістю дії та відсутністю значної симпатоміметичної чи мембрано-стабілізуючої активності.

## Фармакологічні властивості
Механізм дії препарату полягає у селективній блокаді β1-бета-адренорецепторів, що призводить до зменшення утворення цАМФ із АТФ, яке стимулюється катехоламінами. У результаті цього знижується поступлення іонів кальцію в клітини, знижується частота серцевих скорочень, пригнічується провідність та збудливість міокарду, знижується скоротливість міокарду.
Есмолол знижує серцевий викид, артеріальний тиск, секрецію реніну, нирковий кліренс та швидкість клубочкової фільтрації. Препарат пригнічує реакцію барорецепторів дуги аорти на зниження артеріального тиску. Есмолол не має мембраностабілізуючої дії та не має внутрішньої симпатоміметичної активності. Есмолол подовжує ефективний і абсолютний рефрактерний період в усіх ділянках провідної системи серця, що приводить до сповільнення атріовентрикулярної провідності та провідності по основним і додатковим шляхах провідної системи серця. При внутрішньовенному введенні есмололу спостерігається зниження потреби міокарду в кисні, що дає можливість застосовувати препарат при ішемії міокарду. Есмолол має вищий гіпотензивний ефект, чим пропранолол та метопролол у еквівалентних дозах. У високих дозах есмолол може діяти на β2-рецептори бронхів та судин, що може призводити до підвищення бронхомоторної чутливості та зниження ділятації бронхів при одночасному застосуванні агоністів β-адренорецепторів у хворих бронхіальною астмою. Згідно клінічних досліджень італійських учених, есмолол нівелює негативні ефекти стимуляції бета-адренорецепторів при сепсисі, ефективно знижує частоту серцевих скорочень при септичному шоці із незначною частотою побічних ефектів.

### Фармакодинаміка
Есмолол при внутрішньовенному введенні швидко розподіляється в організмі, біодоступність препарату складає 100 %. Початок дії препарату починається із початку введення препарату, повна терапевтична дія препарату настає через 2 хвилини від початку введення препарату та триває до 20 хвилин після закінчення введення препарату. Максимальна рівноважна концентрація есмололу в крові досягається протягом 5 хвилин після введення, при навантажувальній дозі — до 30 хвилин. Есмолол добре зв'язується з білками плазми крові. Есмолол проникає через плацентарний бар'єр. Немає даних за виділення препарату в грудне молоко. Метаболізується препарат в еритроцитах під дією ферментів естераз з утворенням малоактивних метаболітів. Період напіввиведення препарату складає 9 хвилин, метаболітів есмололу — 3,7 години, при порушеннях функції нирок цей час може збільшуватися.

## Показання до застосування
Есмолол застосовують при надшлуночкових тахіаритміях (включаючи миготливу аритмію, фібриляцію передсердь і синусову тахікардію), для зняття тахікардії і артеріальної гіпертензії у передопераційному періоді (у тому числі для швидкого контролю шлуночкового ритму у пацієнтів з миготливою аритмією чи фібриляцією передсердь у перед- та після операційному періоді), при тиреотоксичному кризі, феохромоцитомі, гіпертонічному кризі, при інфаркті міокарду та нестабільній стенокардії, а також при розшаровуючій аневризмі аорти.

## Побічна дія
При застосуванні есмололу можливі наступні побічні ефекти:
- Алергічні реакції та з боку шкірних покривів — часто (1—10 %) висипання на шкірі, некроз шкіри, гарячка, анафілактичні реакції, гіперемія шкіри, гіпергідроз, акроціаноз.
- З боку травної системи — часто (1—10 %) нудота, блювання; нечасто (0,1—1 %) метеоризм, запор, сухість у роті, диспепсія, зниження апетиту, зміна смаку.
- З боку нервової системи — нечасто (1—3 %) головний біль, головокружіння, швидка втомлюваність, парестезії, депресія, сонливість, порушення концентрації уваги, неспокій, порушення зору; рідко (0,1—1 %) порушення мови, судоми.
- З боку серцево-судинної системи — дуже часто (10—50 %) артеріальна гіпотензія, ортостатична гіпертензія; нечасто (0,1—1 %) брадикардія або тахікардія, недостатність периферичного кровообігу, периферичні набряки, похолодання кінцівок, AV-блокада, тромбофлебіт, біль у грудній клітці, колапс, втрата свідомості, приливи крові, асистолія.
- З боку сечостатевої системи — нечасто (0,1—1 %) порушення сечопуску.
- З боку опорно-рухового апарату — болі в спині.
- З боку дихальної системи — нечасто (0,1—1 %) риніт, фарингіт, біль в грудній клітці, закладеність носа, задишка, бронхо- та ларингоспазм, набряк легень.

## Протипоказання
Есмолол протипоказаний при підвищеній чутливості до препарату, вираженій серцевій недостатності, кардіогенному шоці, AV-блокаді та синоаурикулярній блокаді ІІ-ІІІ ступеня, синдромі слабості синусового вузла, кровотечах та гіповолемії, вираженій гіпотонії. Препарат не застосовується у дитячому віці. Есмолол не застосовується при вагітності та годуванні грудьми.

## Форми випуску
Есмолол випускається у вигляді розчину для ін'єкцій у флаконах по 10 мл 1 % розчину та ампулах по 10 мл 25 % розчину.